# Thiobutabarbital
Thiobutabarbital ist ein kurzwirkendes Barbiturat. Chemisch betrachtet ist es ein Barbitursäure-Derivat, wobei jedoch ein Keto-Sauerstoffatom durch Schwefel ersetzt ist (Thiobarbiturat). Der Arzneistoff ist ein 1:1-Gemisch aus dem (R)-(–)-Enantiomer und (S)-(+)-Enantiomer (Racemat) und wird meist als Natriumsalz eingesetzt.
Thiobutabarbital wurde 1939 von Abbott patentiert und hat sedative, antikonvulsive und hypnotische Wirkungen. Es findet in der Veterinärmedizin noch Verwendung zur Narkoseeinleitung, in Deutschland sind jedoch keine Präparate mehr zugelassen.

## Stereochemie
Thiobutabarbital enthält ein Stereozentrum und besteht aus zwei Enantiomeren. Hierbei handelt es sich um ein Racemat, also ein 1:1-Gemisch von (R)- und der (S)-Form:
| Enantiomere von Thiobutabarbital | Enantiomere von Thiobutabarbital |
| -------------------------------- | -------------------------------- |
| (R)-Form                         | (S)-Form                         |